# 선비 왕씨
선비 왕씨(善妃 王氏, 생몰년 미상)는 고려 우왕의 제8비이다. 전공판서 왕흥의 딸이며, 우왕 폐출 후에 유은지에게 재가하였다

## 생애
선비의 아버지인 왕흥은 처음에 왕씨를 변안열의 아들 현에게 시집보내려 했다. 하지만 이 소식을 들은 우왕이 달려와 왕흥에게 딸을 내놓으라고 하자, 왕흥은 딸이 집에 없음을 핑계로 그 자리를 모면하고, 이튿날 모두 집을 비우고 도주하였다. 하지만 결국은 협박에 이기지 못해 딸을 내어 주게 되었다.
그러나 이성계를 비롯한 여러 관료들은 우왕의 어머니 반야가 신돈의 첩이라 하여 신돈의 후손으로 보고 왕위에서 폐위시키고, 그의 왕비들도 근비 이씨와 현비 안씨를 제외하고 모두 폐출되었다.
한편 왕씨는 우왕 폐출 후 판통례문사 등을 지낸 문화 유씨 유은지에게 재가하였다. 그러나 조선 개국 후인 1403년(조선 태종 3년), 왕비였던 사람이 재혼했다는 사실이 문제가 되어 유은지와 왕씨는 이혼하고, 왕씨는 배주로 귀양가야 했다.

## 가족 관계
- 첫 번째 남편 : 고려 제32대 우왕(禑王, 1365 ~ 1389)
- 두 번째 남편 : 유은지(柳殷之, 1370 ~ 1441)

## 선비 왕씨가 등장한 작품
- 《개국》(KBS, 1983년~1983년 배우:최경선)